# Synagoge Klein-Krotzenburg
Die Synagoge Klein-Krotzenburg war von 1913 bis zum Novemberpogrom 1938 die Synagoge der jüdischen Gemeinde von Klein-Krotzenburg im südhessischen Landkreis Offenbach.

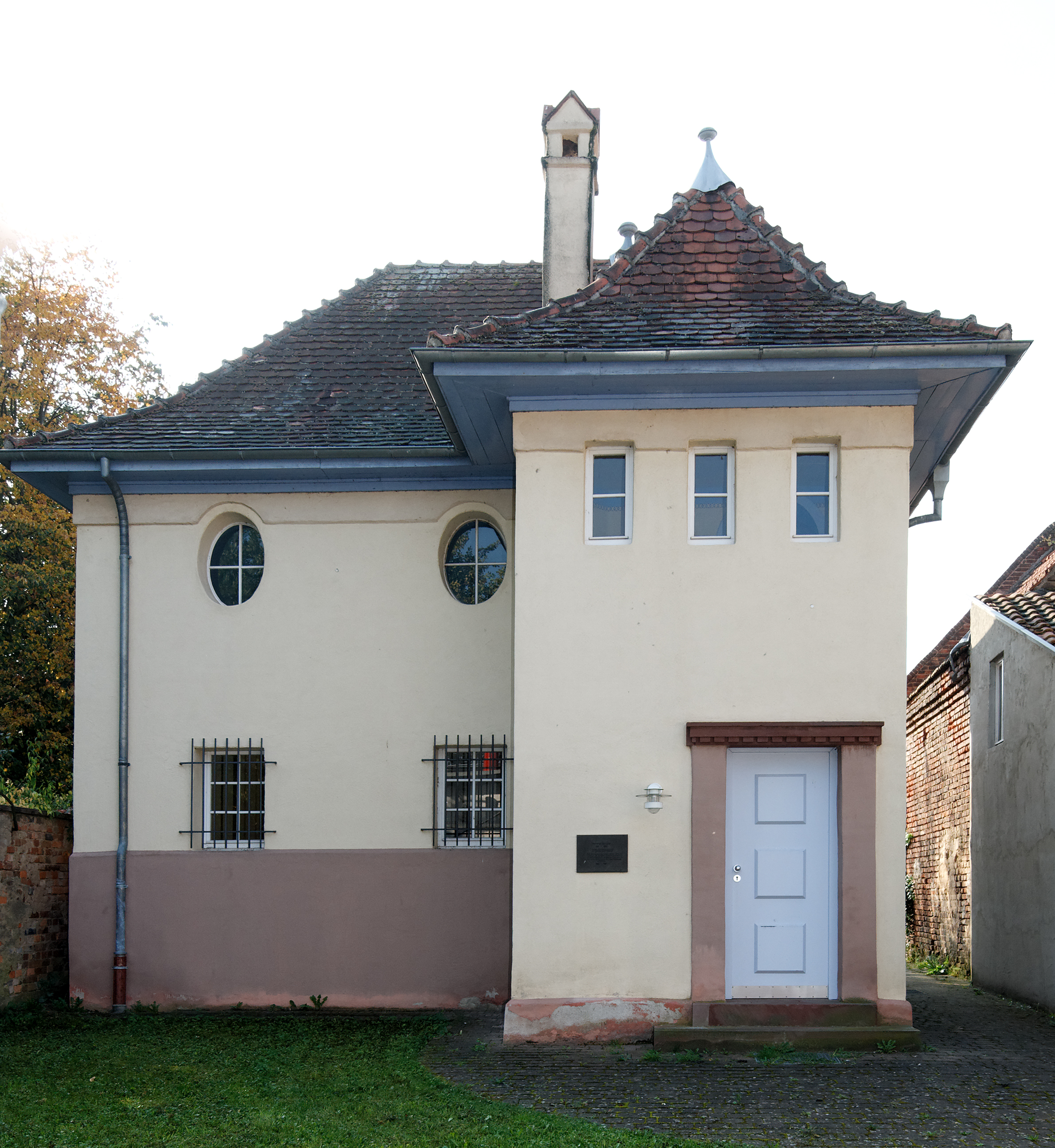
Ehemalige Synagoge Klein-Krotzenburg

## Gemeinde
Seit dem 17. Jahrhundert sind in Klein-Krotzenburg Einwohner jüdischen Glaubens nachgewiesen. Eine eigenständige Gemeinde bildete sich aber erst 1871. Sie behalf sich zunächst mit einem Betsaal, errichtete aber bereits 1872 einen eigenen Friedhof. Die Gemeinde hatte vor dem Ersten Weltkrieg etwa 30 Mitglieder.

## Synagoge
1913 konnte die Gemeinde eine Synagoge am Standort des früheren Betsaals einweihen. Sie verfügte auch über eine Mikwe, die aber noch nach dem Zweiten Weltkrieg zugeschüttet wurde. Der Haupteingang befand sich an der Westseite. Das Gebäude ist ein rechteckiger Saalbau an den ein weiterer rechteckiger Baukörper angefügt ist, in dem sich Eingang und Treppe zu der Empore für die Frauen befand. Das Dach ist stark geschwungen und die obere Reihe der Fenster wird von hochstehenden Ovalen gebildet. Insgesamt weist das Gebäude so Anklänge an den Jugendstil auf.
Am 10. November 1938 wurde die Synagoge durch einen Brandanschlag beschädigt und die Inneneinrichtung verwüstet. Das Gebäude aber blieb stehen und erhalten. Es wurde von der politischen Gemeinde übernommen und diente in der Folgezeit als Bauhof.
1995 bis 1998 wurde das Gebäude renoviert und wird seitdem als Begegnungs- und Gedenkstätte genutzt. Das Gebäude ist ein Kulturdenkmal nach dem Hessischen Denkmalschutzgesetz.